# Dactylopisthes digiticeps
Dactylopisthes digiticeps är en spindelart som först beskrevs av Simon 1881.  Dactylopisthes digiticeps ingår i släktet Dactylopisthes och familjen täckvävarspindlar. Inga underarter finns listade i Catalogue of Life.